# Wirtschaftsuniversität Karaganda des Kaspotrebsojus
Die Wirtschaftsuniversität Karaganda des Kaspotrebsojus (kasachisch Қазтұтынуодағы Қарағанды экономикалық университеті (ҚҚЭУ); russisch Карагандинский экономический университет Казпотребсоюза; Karagandinski ekonomitscheski uniwersitet Kaspotrebsojusa; KEUK) wurde als eine der ersten Universitäten in Zentralkasachstan 1966 gegründet. Als private Hochschule ist sie heute im Besitz des Verbandes der kasachischen Genossenschaften (Kaspotrebsojus), an denen etwa 5 bis 10 Prozent der kasachischen Bevölkerung beteiligt sind. Die Hochschule verfügt über fünf Fakultäten und fünf Fernlehrzentren.

## Fakultäten
- Geisteswissenschaften
- Recht
- Sozialwissenschaften
- Volks- und Betriebswirtschaft
- Technische Wissenschaften und Technologie